# Bourg-le-Roi
Bourg-le-Roi är en kommun i departementet Sarthe i regionen Pays de la Loire i nordvästra Frankrike. Kommunen ligger i kantonen Saint-Paterne som tillhör arrondissementet Mamers. År 2022 hade Bourg-le-Roi 335 invånare.

## Befolkningsutveckling
Antalet invånare i kommunen Bourg-le-Roi
| Referens: INSEE |